# Osvaldo Baliza
Osvaldo Alfredo da Silva, o Osvaldo Baliza, (Tanguá, 9 de outubro de 1923 — Rio de Janeiro, 30 de setembro de 1999) foi um futebolista brasileiro.
Jogava como goleiro. Atuou no Sport Club do Recife, onde venceu o Campeonato Pernambucano de futebol nos anos de 1955, 56 e 58. Defendeu a Seleção Brasileira, estreando pelo time nacional no dia 17 de abril de 1949, fez duas partidas com titular e não sofreu nenhum gol.
Atuou ainda pelo Botafogo, Vasco e Bahia. Sempre será lembrado pela sua boa estatura (1,91) e por jogar sempre sério, sem defesas espalhafatosas.

## Títulos

### Botafogo
- Campeonato Carioca: 1948
- Torneio Municipal de Futebol do Rio de Janeiro: 1951
- Torneio Triangular de Porto Alegre: 1951

### Vasco
- Torneio Octagonal Rivadávia
- Torneio Internacional de Santiago
- Quadrangular Internacional do Rio

### Bahia
- Campeonato Baiano: 1954

### Sport
- Campeonato Pernambucano: 1955,56 e 58

### Seleção Brasileira
- Campeonato Sul-americano :1949
- Campeonato Pan-Americano: 1952